# Chrusty (Leśna-Stara Wieś)
Chrusty – przysiółek wsi Leśna-Stara Wieś w Polsce, położony w  województwie świętokrzyskim, w powiecie kieleckim, w gminie Bodzentyn.
W latach 1975–1998 przysiółek administracyjnie należał do województwa kieleckiego.